# 布罗圣科耶尔
布罗圣科耶尔（法語：Braux-Sainte-Cohière，法語發音：[bʁo sɛ̃t kɔjɛʁ]）是法国马恩省的一个市镇，属于香槟沙隆区。

## 地理
布罗圣科耶尔（49°5'33"N, 4°49'45"E）面积6.21 平方千米，位于法国大東部大區马恩省，该省份为法国东北部内陆省份，北起阿登省，西北接埃纳省，西南接塞纳-马恩省，南至奥布省，东南接上马恩省，东临默兹省。
与布罗圣科耶尔接壤的市镇（或旧市镇、城区）包括：绍德方丹、多马坦-当皮埃尔、马夫雷库尔、瓦尔米。
布罗圣科耶尔的时区为UTC+01:00、UTC+02:00（夏令时）。

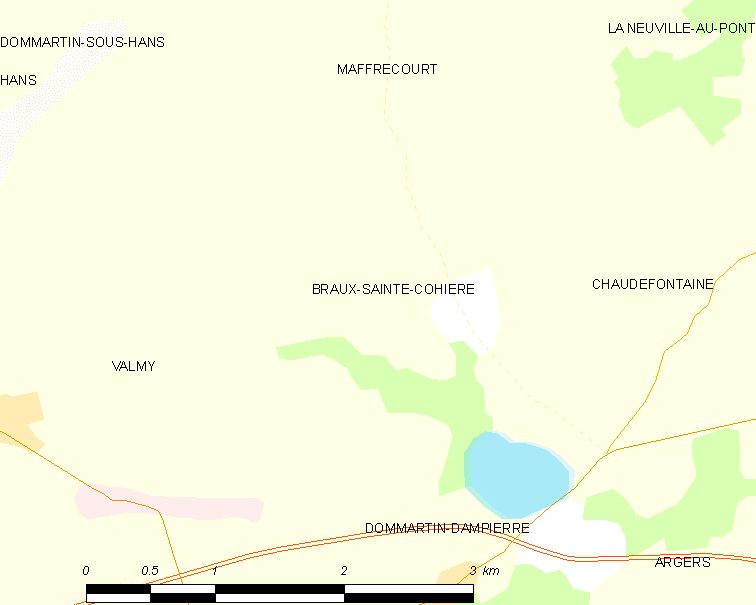
布罗圣科耶尔的OSM定位图

## 行政
布罗圣科耶尔的邮政编码为51800，INSEE市镇编码为51082。

## 政治
布罗圣科耶尔所属的省级选区为阿戈讷-叙普-韦勒县。

## 人口

1962-2008年间布罗圣科耶尔人口变化图示

布罗圣科耶尔于2022年1月1日时的人口数量为94人。